# Lake No. 1 (Minnesota)
Lake No. 1 es un territorio no organizado ubicado en el condado de Lake en el estado estadounidense de Minnesota. En el Censo de 2010 tenía una población de 154 habitantes y una densidad poblacional de 0,31 personas por km².

## Geografía
Lake No. 1 se encuentra ubicado en las coordenadas 47°39′37″N 91°5′15″O / 47.66028, -91.08750. Según la Oficina del Censo de los Estados Unidos, Lake No. 1 tiene una superficie total de 494.95 km², de la cual 459.75 km² corresponden a tierra firme y (7.11%) 35.2 km² es agua.

## Demografía
Según el censo de 2010, había 154 personas residiendo en Lake No. 1. La densidad de población era de 0,31 hab./km². De los 154 habitantes, Lake No. 1 estaba compuesto por el 98.05% blancos, el 0% eran afroamericanos, el 0.65% eran amerindios, el 0.65% eran asiáticos, el 0% eran isleños del Pacífico, el 0% eran de otras razas y el 0.65% pertenecían a dos o más razas. Del total de la población el 2.6% eran hispanos o latinos de cualquier raza.